# SwanCrystal
Der SwanCrystal ist das dritte und vorerst letzte Modell der WonderSwan-Reihe von Bandai. Er wurde 2002 auf der Tokyo Toy Show als Nachfolger des WonderSwan Color vorgestellt. Der empfohlene Verkaufspreis lag bei 7800 Yen, was etwa 50 Euro entspricht.
Fans forderten schon nach den ersten Ankündigungen eine Veröffentlichung außerhalb Japans. Bandai entschied sich allerdings mit Blick auf den Erfolg des Game Boy Advance bewusst gegen eine Markteinführung in Europa und den USA.
Die wichtigste Neuerung ist das nun verbaute TFT-Display. Dieses ist größer, bietet bei gleicher Auflösung eine wesentlich bessere Darstellung und macht den bisher vorhandenen Regler zur Einstellung des Kontrasts unnötig. Dabei wird allerdings auch die Batterielaufzeit auf 15 Stunden (statt 20) reduziert.
Der SwanCrystal ist in den Farben blau, schwarz, violett und weinrot erschienen. Im Rahmen des WonderWitch Contest 2004 erschienen die letzten beiden Spiele für die Konsole Dicing Knight Period und Judgement Silversword.

## Technische Daten
- Bildschirm:
  - TFT-Color-Flüssigkristallbildschirm
  - 2,8″ Bilddiagonale
  - Auflösung: 224×144 Pixel
  - Farben: Palette von 4096 Farben, 2 Hardwarelayer mit je 4 oder 16 Farben pro Grafikteil (8×8 Pixel), max. 128 Sprites
- CPU: NEC V30 MZ 3,072 MHz 16-bit (8086 kompatibel)
- Sound:
  - Mono-Lautsprecher eingebaut
  - Stereoton mit Kopfhörern und Kopfhöreradapter
- Verbindung: zwei Spieler (Adapter nötig)
- Batteriedauer: 15 Stunden mit einer AA-Batterie
- Größe: 77,5 mm × 127,7 mm × 24,3 mm
- Gewicht 95 g (3,35 oz)

## Spiele (Auswahl)
- Digital Monsters – D Project
- Hunter × Hunter – Greed Island
- Naruto – Konoha Ninpōchō
- Rockman EXE WS
- Shaman King: Mirai e no Ishi